# Mise Velichovky
Mise Velichovky byla akce americké armády, uskutečněná v období mezi 7. a 8. květnem 1945 na území Čech, s cílem doručit informaci o kapitulaci německých ozbrojených sil polnímu maršálu Ferdinandu Schörnerovi, veliteli německé skupiny armád "Střed" (Heeresgruppe Mitte). Z tohoto důvodu byl do Plzně přepraven německý zmocněnec plukovník Wilhelm Meyer-Detring, který měl kapitulaci osobně doručit.[zdroj?] Velitelem mise byl podplukovník Robert H. Pratt ze štábu V. sboru americké Třetí armády. Koloně amerických vozidel velel major Carl O. Dowd.
Mise se zúčastnili příslušníci 23. průzkumné squadrony americké 16. obrněné divize V. sboru americké Třetí armády.[zdroj?] Kolonu tvořilo pět vozidel Ford M8, tři vozidla Jeep, dvě štábní limuzíny, rozhlasový a sanitní vůz.[zdroj?] Dále kolonu doprovázeli armádní novináři a korespondent agentury Reuters.
V noci ze 7. na 8. května se kolona zastavila v Praze, kde vrcholilo Pražské povstání. Zde se setkala jak představiteli povstalců (velitelství "Bartoš"), tak s německým velitelem generálem Toussaintem. Toho Američané žádali, aby zastavil boje v Praze a pomohl přesvědčit Schörnera, aby vydal rozkaz zanechat odporu, neboť třetí říše již kapitulovala. Poté delegace pokračovala až do Velichovek. Není jasné, zda se americká delegace ve Velichovkách se Schörnerem opravdu setkala – podle některých zdrojů ano, podle jiných Schörner už před tím uprchl. Němečtí generálové ale zastavení bojů odmítali, vymlouvali se na ztrátu spojení s podřízenými jednotkami a byli odhodláni pokračovat v bojích tak dlouho, dokud si nevynutí cestu do amerického zajetí namísto sovětského. Na zpáteční cestě se americká vojenská mise Praze vyhnula. V Kralupech a Českém Brodě zabránila Němcům ve vraždě českých rukojmích.

## Trasa
7. květen 1945:
- 21:40 odjezd z Plzně,
- 22:45 cesta přes Žebrák – Zdice – Beroun,
- 23:35 cesta přes Řeporyje – Dušníky – Jinonice – Motol,
- kolem půlnoci na 8. května přes pražský Smíchov do Bartolomějské ulice na jednání s povstaleckým velitelstvím Bartoš.

8. květen 1945:
- 1:00 přes pražské náměstí Republiky do Dejvic na jednání s německým velitelem generálem Rudolfem Toussaintem a dále po trase Hloubětín – Mochov – Sadská,
- 6:30 cesta přes Poděbrady – Chlumec nad Cidlinou – Hradec Králové – Hořice – Jaroměř,
- 8:00 dojezd do cíle, lázní Velichovky, kde jednání končilo asi v 11 hodin.

Na zpáteční cestu se kolona vydala dvěma trasami. První přes Hradec Králové a druhou přes Hořice a Ostroměř, a po setkání u Chlumce nad Cidlinou pokračovala přes Sadskou, Kralupy nad Vltavou, Kladno a Beroun zpět do Plzně, kam dorazila kolem 18:00. V Ostroměři došlo k menšímu incidentu s místními partyzány. Rudá armáda o této misi neměla žádné informace a o přítomnosti amerických vojáků se dozvěděla až z fotografií.